# Cecil Meares

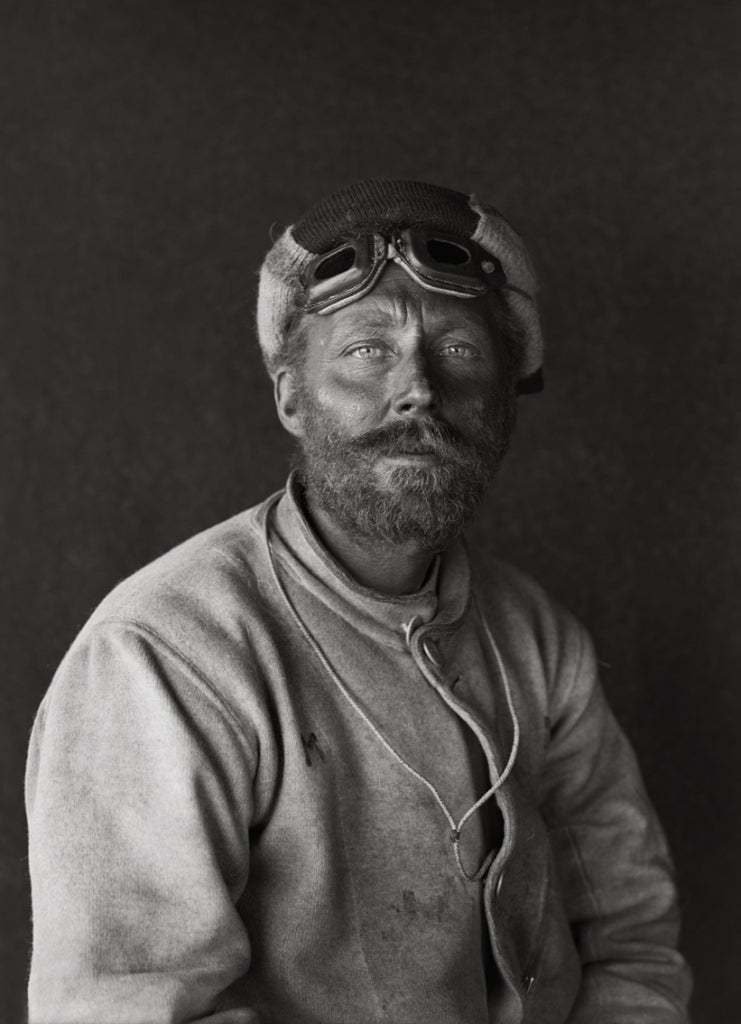
Cecil Meares bei der Terra-Nova-Expedition (Januar 1912)

Cecil Henry Meares (* 14. Februar 1877 in Inistioge, County Kilkenny, Irland; † 12. Mai 1937 in Victoria, British Columbia, Kanada) war ein britischer Musher, der an der Terra-Nova-Expedition (1910–1913) des britischen Polarforschers Robert Falcon Scott in die Antarktis teilnahm.

## Leben
Meares kam als Sohn des aus Schottland stammenden Armeeoffiziers  Henry John Meares und dessen Frau Martha Eleanor in Irland zur Welt. Ab seinem 19. Lebensjahr arbeitete er als Pelzhändler in Russland und war dort Augenzeuge des Russisch-Japanischen Kriegs (1904–1905). Er selbst war zwischenzeitlich als Angehöriger des Yeomanry Scottish Horse Teilnehmer am Zweiten Burenkrieg (1899–1902). Darüber hinaus war er in der Mandschurei als Landvermesser tätig und hielt sich zum Zeitpunkt des Boxeraufstands (1899–1901) in Peking auf. Angeblich soll er dabei in britischen Diensten gleichermaßen als Diplomat und in der Spionage fungiert haben.
Nach weiteren Jahren im Fernen Osten Russlands wurde er von Robert Falcon Scott damit beauftragt, Mandschurische Ponys und Schlittenhunde als Zugtiere für dessen Antarktisexpedition zu erwerben. Da er keine Erfahrung mit Pferden hatte, zog er für deren Kauf in Wladiwostok den Jockey und Stallknecht Anton Omoltschenko hinzu. Mit ihm und dem Musher Dmitri Girew transportierte er 34 Hunde und 20 Ponys von Sibirien nach Neuseeland, wo die Tiere nach einem Quarantäneaufenthalt schließlich auf die Terra Nova für die Fahrt zur antarktischen Ross-Insel verladen wurden. Dort angekommen nahm er zwischen Januar und März 1911 an den Märschen zum Anlegen der Versorgungsdepots für Scotts Südpolmarsch teil. Bei diesem war er bis zum 11. Dezember 1911 zugegen, bevor er sich am Fuß des Beardmore-Gletschers gemeinsam mit Girew und den Hundegespannen auf den Rückweg zum Basislager begab. Meares verließ die Antarktis „abberufen durch familiäre Angelegenheiten“ vorzeitig mit der Terra Nova am 3. März 1912.
Nach der Expedition lebte er in Edinburgh und heiratete am 6. Februar 1915 Annie Christina Spengler (1891–1974) in London. Während des Ersten Weltkriegs diente er als Oberstleutnant beim Royal Flying Corps. Unmittelbar nach dem Krieg war er im Rahmen der British Air Mission als Berater für die Kaiserlich Japanischen Marineluftstreitkräfte tätig und wurde dafür mit dem Orden des Heiligen Schatzes dritter Klasse und einem Schwert ausgezeichnet. Nach dieser Tätigkeit ließ sich Meares mit seiner Ehefrau auf Vancouver Island nieder, wo er im Mai 1937 im Alter von 60 Jahren starb.

## Nachwirkungen
In der Antarktis ist das Meares-Kliff nach ihm benannt. Im Spielfilm Scotts letzte Fahrt aus dem Jahr 1948 wurde er von Melville Crawford und in der sechsteiligen Fernsehserie The Last Place on Earth aus dem Jahr 1985 von Bill Nighy dargestellt. Seine Aufzeichnungen und andere Hinterlassenschaften wie beispielsweise seine Schlittenflagge bei der Terra-Nova-Expedition gingen nach dem Tod seiner Ehefrau in den Bestand des Royal British Columbia Museum über.